# Fredrik Modin (fabrikör)
Fredrik Modin, född 1786, död 1837, var en fabrikör och företagsledare från Borås med verksamhet på Södermalm i Stockholm och Hustegaholm på Lidingö.

## Biografi
Fredrik Modin var färgare, handlare och fabrikör i Borås och blev sedermera en framgångsrik affärsman i Stockholm. Han hade skaffat sig en förmögenhet främst genom sin vaxljustillverkning på Södermalm som han drev tillsammans med hustrun Kristina Sofia (1793-1878), född Flodin. De gifte sig i Borås och flyttade sedan till Stockholm.
År 1825 förvärvade han egendomen Hustegaholm belägen på Lidingön på en holme mellan Kyrkviken, Gråviken och Hustegafjärden. 1832 flyttade paret Modin även sin vaxljustillverkning till Hustegaholm och byggde det hus som idag kallas "Sjövillan" eller "Pensionärsvillan" som tillverkningslokal för vaxljus. Det första året tillverkades 31 000 vaxljus av de sex anställda i företaget. År 1835 uppfördes för Modin och hans familj även en 25 meter lång tvåvånings herrgårdsbyggnad där de bosatte sig. 
När den nya uppfinningen stearinljuset började bli allt vanligare blev Modin snabbt utkonkurrerad. Efter hans död 1837 bedrevs verksamheten i mindre skala av hans hustru fram till omkring 1847 då vaxljustillverkningen på Hustegaholm upphörde helt. Modins herrgårdsliknande byggnad revs 1912 medan Sjövillan, där vaxljustillverkningen ägde rum, finns kvar än idag. Huset påbyggdes med en våning och hyrdes ut som bostad, verandan tillkom på 1900-talet. Fastigheten ägs liksom hela Hustegaholm av Lidingö kommun och i villan har Lidingö pensionärsförening ett kafé under sommarmånaderna.